# Joanna Skowrońska
Joanna Skowrońska (ur. 1 lipca 1982 w Kamiennej Górze) – polska gimnastyczka, reprezentantka kraju na Igrzyskach Olimpijskich w Sydney w 2000 roku, 2-krotna medalistka Uniwersjady, 5-krotna mistrzyni Polski w wieloboju indywidualnym, wielokrotna uczestniczka Mistrzostw świata i Europy.

## Kariera

### 1998-1999
Pod koniec kwietnia 1998, Skowrońska była częścią polskiej kadry na Mistrzostwach Europy w rosyjskim Petersburgu, gdzie zajęła 15. miejsce w wieloboju drużynowym oraz zakwalifikowała się do finału wieloboju indywidualnego, w którym następnie zajęła 22. miejsce z notą 34,636. Tego samego roku, wygrała swoje dwa pierwsze tytuły na Mistrzostwach Polski w Olsztynie, zajmując pierwsze miejsce w ćwiczeniach wolnych i na poręczach asymetrycznych.
Rok później, została mistrzynią narodową w wieloboju i zdobyła kolejne złote medale w finałach na przyrządach - swój drugi w ćwiczeniach wolnych i pierwszy w skoku. W październiku 1999 roku, startowała na 34. Mistrzostwach świata w chińskim Tianjin, gdzie wraz z polską kadrą uplasowała się na 20. miejscu. Indywidualnie, ukończyła zawody w kwalifikacjach na 46. lokacie, nie uzyskując awansu do żadnego finału.

### 2000
W 2000 roku, Skowrońska obroniła tytuł mistrzyni Polski w wieloboju indywidualnym oraz w finałach skoku i ćwiczeń wolnych. Zdobyła również swoje drugie złoto w ćwiczeniach na poręczach. W maju tego samego roku, wzięła udział w Mistrzostwach Europy w Paryżu, gdzie zajęła 17. miejsce w finale wieloboju indywidualnego oraz 10. miejsce w wieloboju drużynowym.
Pod koniec roku, startowała w 10. finale Pucharu świata w Glasgow, gdzie zdobyła brązowy medal w skoku, plasując się za rosjanką Jeleną Zamolodczikową i rumunką Simoną Amanar.
W grudniu, startowała w pierwszym Pucharze świata nowego sezonu w Stuttgarcie, gdzie zdobyła srebrny medal w skoku.

#### Igrzyska Olimpijskie w Sydney
Reprezentowała Polskę na Letnich Igrzyskach Olimpijskich w Sydney, jednak nie miała zbyt udanego startu w kwalifikacjach, gdzie zajęła dalekie 60. miejsce w wieloboju, 74. w ćwiczeniach na poręczach, 76. w skoku, 78. na równoważni oraz 79. w ćwiczeniach wolnych. Zakończyła swój start olimpijski bez awansu do finałów.

### 2001-2002
W 2001 roku, Skowrońska zdobyła swój trzeci z rzędu tytuł mistrzyni Polski w wieloboju, zdobywając również złoto na poręczach i w ćwiczeniach wolnych.
W sierpniu, startował na Letniej Uniwersjadzie w Pekinie, gdzie wygrała brązowy medal w skoku. Na Mistrzostwach świata w Gandawie, polska kadra zajęła odległe od finału 26. miejsce. W kwalifikacjach indywidualnych, Skowrońska również uplasowała się na dalekiej 45. lokacie.
W 2002 roku, wygrała swój drugi srebrny medal w skoku podczas Pucharu świata w stolicy Francji, po czym zdobyła tytuł mistrzyni kraju w skoku, na poręczach i w ćwiczeniach wolnych. W kwietniu, wzięła udział w Mistrzostwach Europy w Patras. Kadra polski zajęła 19. miejsce drużynowo, podczas gdy Skowrońska nie awansowała do żadnego finału, startując jedynie w skoku i na poręczach.
W listopadzie, startowała na Mistrzostwach świata w Debreczynie, gdzie osiągnęła znacznie lepsze wyniki. W kwalifikacjach, zajęła 13. miejsce w skoku i 20. na poręczach, awansując do półfinału skoku, w którym ostatecznie uplasowała się na 16. pozycji.

### 2003-2004
W 2003 roku, Skowrońska zdobyła czwarty tytuł w wieloboju na Mistrzostwach Polski w Białej Podlaskiej oraz zdobyła złoto w ćwiczeniach wolnych. Na Letniej Uniwersjadzie w Daegu, wygrała brązowy medal w skoku. Zajęła również 4. miejsce w ćwiczeniach wolnych, 7. na równoważni i 13. w wieloboju indywidualnym, podczas gdy polska kadra uplasowała się na 8. lokacie.
Na Mistrzostwach świata w Anaheim, zajęła dalekie 65. miejsce w wieloboju, natomiast Polska zajęła 23. pozycję w kwalifikacjach drużynowych.
Mimo słabego startu na kolejnych Mistrzostwach Polski, gdzie zdobyła jedynie jeden medal (złoto na poręczach), Skowrońska uzyskała kwalifikację na Igrzyska Olimpijskie w Atenach.

#### Igrzyska Olimpijskie w Atenach
Skowrońska miała reprezentować Polskę na swoich drugich Igrzyskach w 2004, jednak tuż przed startem, podczas sesji treningowej doznała złamania jednego ze stawów w okolicy kręgosłupa, po czym opuściła salę gimnastyczną w kołnierzu usztywniającym i na noszach. Wypadek zmusił ją do wycofania się z zawodów. W jednym z wywiadów, Skowrońska wyznała: "Byłam w szoku. Gdy wyniesiono mnie z sali na noszach, milczałam jak grób. Potem też nie potrafiłam wykrztusić z siebie nawet słowa. Do życia wróciłam dopiero po rozmowie z psychologiem, a sobą poczułam się po powrocie do domu, gdy zaopiekowała się mną rodzina".

### 2005-2006
Skowrońska wróciła do zawodów w 2005 roku na Mistrzostwach Polski w Iławie, gdzie zajęła 2. miejsce w wieloboju oraz zdobyła złote medale w skoku i na poręczach oraz srebrne medale na równoważni i w ćwiczeniach wolnych. W czerwcu, wzięła udział w 1. Indywidualnych Mistrzostwach Europy w Debreczynie, gdzie zajęła 17. miejsce w finale wieloboju.
W listopadzie, wystartowała w Mistrzostwach świata w Melbourne. Zakwalifikowała się na 15. miejscu do finału wieloboju. W finałach, zajęła 23. miejsce ze względu na duże błędy w ćwiczeniach wolnych. W finale skoku, zajęła 7. miejsce z wynikiem 9,162.
W 2006 roku, zdobyła swój piąty tytuł mistrzyni Polski w wieloboju oraz zdobyła złote medale w skoku, na poręczach i w ćwiczeniach wolnych. Na Mistrzostwach Europy w Wolosie, wraz z Martą Pihan, Joanną Litewką i Martą Tajduś, zajęła 13. miejsce w wieloboju drużynowym i miała 19. miejsce w nieoficjalnym rankingu indywidualnym.
W kwalifikacjach Mistrzostw świata w Aarhus, Skowrońska zajęła odległe 67. miejsce w wieloboju, natomiast Polska uplasowała się na 21. lokacie.
Skowrońska zakończyła swoją karierę gimnastyczną w tym samym roku.

## Życie osobiste
Urodziła się 1 lipca 1982 w Kamiennej Górze, woj. dolnośląskim. Jej siostra bliźniaczka, Małgorzata również uprawiała gimnastykę sportową i była 3-krotną Mistrzynią Polski w skoku.
Ukończyła studia na Akademii Wychowania Fizycznego w Białej Podlaskiej.
Po zakończeniu kariery gimnastycznej, Skowrońska została trenerką Szkoły Mistrzostwa Sportowego w Zabrzu.